# Константинов, Пётр Александрович
Пётр Алекса́ндрович Константи́нов (25 декабря 1898 (6 января 1899), Муром, Владимирская губерния, Российская империя — 2 октября 1973, Москва, СССР) — советский актёр театра и кино. Лауреат Сталинской премии второй степени (1950). Народный артист СССР (1966).

## Биография

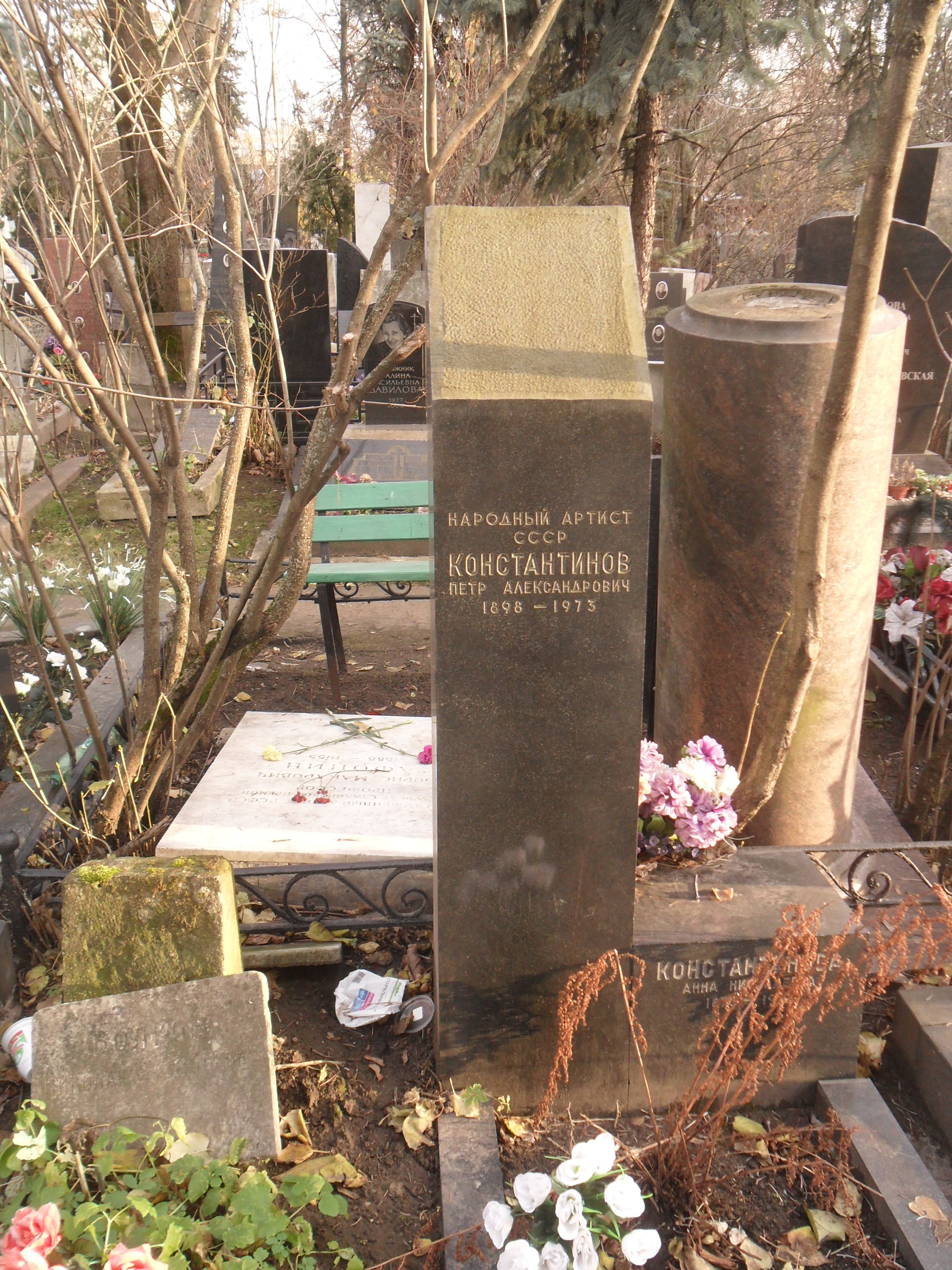
Могила Константинова на Новодевичьем кладбище Москвы.

Родился 25 декабря 1898 года (6 января 1899) в Муроме Владимирской губернии (ныне во Владимирской области).
С 1909 по 1917 год учился в Муромском реальном училище, а с 1918 по 1919 год — на юридическом факультете Императорского Московского университета. В 1921 году окончил Государственный институт музыкальной драмы (ныне ГИТИС) у педагогов Н. К. Яковлева и И. А. Рыжова.
Актёр 2-го Московского передвижного театра (март — май 1919 года), Вологодского театра (май — август 1919), Московского районного драматического театра Замоскворецкого совета (1920—1922), Нижегородского драматического театра (1922—1923), Московского первого государственного театра для детей (1923—1926), Брянского городского драматического театра (1926—1927), Курского городского театра (1927—1928), Орловского городского театра (май — июль 1928), Богородского передвижного театра (1928—1929), Брянско-Бежицкого объединения рабочих театров (1929—1930, 1931—1932), Тверского городского театра (1930—1931), Государственного Центрального театра юного зрителя (1932—1934).
С 1934 по 1958 годы — актёр Центрального театра Советской Армии, а с 1958 — Малого театра. За пятьдесят лет творческой деятельности им сыграно 400 ролей.
Играл в фильмах: «Рядовой Александр Матросов», «Секрет красоты», «Сын» (1955), «Дорогой мой человек», «Всё начинается с дороги», «Тучи над Борском», «Евдокия», «Свой» и др.
Пётр Александрович Константинов умер 2 октября 1973 года (по другим источникам — 1 октября) в Москве. Похоронен на Новодевичьем кладбище (участок № 2).

## Награды и звания
- Заслуженный артист РСФСР (1944)[2]
- Народный артист РСФСР (1954)[4].
- Народный артист СССР (1966)
- Сталинская премия второй степени (1950) — за исполнение роли секретаря Якименко в спектакле «Степь широкая» Н. Г. Винникова (1949)
- Орден Ленина (1968)
- Медали.

## Творчество

### Роли в театре
- «Лес» А. Н. Островского — Аркадий Счастливцев[1]
- «Горячее сердце» А. Н. Островского — Павлин Павлинович Курослепов
- «Без вины виноватые» А. Н. Островского — Шмага
- «Свои люди — сочтёмся» А. Н. Островского — Лазарь Елизарович Подхалюзин
- «Женитьба» Н. В. Гоголя — Подколесин
- «Сам у себя под стражей» П. Кальдерона — Бенито

#### Центральный театр Советской Армии
- 1936 — «Мещане» М. Горького — Перчихин
- 1943 — «Нашествие» Л. М. Леонова — Фаюнин
- 1944 — «Сталинградцы» Ю. П. Чепурина — Кудров
- 1948 — «На той стороне» А. А. Барянова — Мадзимура
- 1949 — «Степь широкая» Н. Г. Винникова — секретарь Якименко
- «Дело» А. В. Сухово-Кобылина — Варравин
- 1955 — «Варвары» М. Горького — Монахов
- 1957 — «Моя семья» Э. Де Филиппо — Альберто Стильяно

#### Малый театр
- 1958 — «Весёлка» Н. Запрудного — Самопал
- 1959 — «Завещание» С. А. Ермолинского — Воронихин
- 1959 — «Власть тьмы» по Л. Н. Толстому — Аким
- 1959 — «Почему улыбались звёзды» А. Е. Корнейчука — Морж
- 1960 — «Осенние зори» В. Блинова — дед Фома
- 1960 — «Неравный бой» В. С. Розова — Галкин
- 1960 — «Любовь Яровая» К. А. Тренёва — Пикалов
- 1961 — «Честность» А. В. Софронова — Грешников
- 1962 — «Коллеги» по В. П. Аксёнову — Егоров
- 1962 — «Палата» С. И. Алёшина — Прозоров
- 1965 — «И вновь — встреча с юностью» А. Н. Арбузова — Кирилл Иваныч
- 1965 — «Дачники» М. Горького — Двоеточие
- 1965 — «Правда хорошо, а счастье лучше» А. Н. Островского. Режиссёр: Б. А. Бабочкин — садовник Глеб Меркулыч[5]
- 1965 — «Белые облака» В. Блинова — Лаптев
- 1967 — «Волшебное существо» А. П. Платонова и Р. И. Фраермана — Аникеев
- 1968 — «Старик» М. Горького — Питирим
- 1969 — «Человек и глобус» В. В. Лаврентьева — Гришанков
- 1970 — «Привидения» Г. Ибсена — Энгстранд
- 1970 — «Инженер» Е. С. Каплинской — Дюков
- 1972 — «Самый последний день» по Б. Л. Васильеву — Леонтий Савич

### Роли в кино
- 1947 — Рядовой Александр Матросов — Иван Иванович Чумаков
- 1955 — Земля и люди — Дубин
- 1955 — Секрет красоты (короткометражный) — командированный
- 1955 — Сын — Иван Степанович Горяев
- 1956 — Обыкновенный человек — Павел Свеколкин
- 1956 — Пролог — Зелёный
- 1957 — Хождение по мукам — раненый в госпитале
- 1958 — Дорогой мой человек — Родион Мефодьевич Степанов
- 1958 — Солдатское сердце — Ефим Крышко
- 1959 — Всё начинается с дороги — Копылов
- 1960 — Тучи над Борском — отец Оли
- 1961 — Евдокия — Авдеев
- 1962 — Мы вас любим (новелла «Игрушечный директор»)— Тюшкин И. П., директор фабрики
- 1962 — Кто виноват? (фильм-спектакль) — доктор Семён Иванович Крупов
- 1964 — Рогатый бастион — Глуздаков
- 1966 — Душечка — Василий Васильевич, актёр
- 1969 — Свой — Олимпий Дмитриевич
- 1971 — У нас на заводе — Нил Фёдорович Полухин
- 1972 — Правда хорошо, а счастье лучше (фильм-спектакль) — Глеб Меркулыч
- 1972 — Привидения (фильм-спектакль) — Энгстран
- 1973 — Инженер (фильм-спектакль) — Матвей Матвеич Дюков
- 1973 — Плотницкие рассказы (фильм-спектакль) — Козонков
- 1973 — Самый последний день (фильм-спектакль) — Леонтий Саввич
- 1973 — Ступени (фильм-спектакль)